# تربلارس طويل الأوراق
تربلارس طويل الأوراق (الاسم العلمي:Triplaris longifolia) هو نوع من النباتات يتبع جنس التربلارس من الفصيلة البطباطية.